# Bárbara Álvarez
Pour les articles homonymes, voir Álvarez.
Bárbara Álvarez, née le 3 janvier 1970 à Montevideo (Uruguay), est une directrice de la photographie argentine d'origine uruguayenne. Elle travaille dans l'industrie cinématographique uruguayenne et argentine.
Deux de ses films ont été très bien accueillis par la critique, Whisky (2004) et Le Garde du corps (2006).

## Filmographie partielle

### Au cinéma
- 1993 : Cuantas veces más
- 1993 : Distracción fatal
- 2001 : 25 Watts (es) de Pablo Stoll
- 2002 : Mandado hacer
- 2002 : Perro perdido
- 2003 : El viaje hacia el mar (es) de Guillermo Casanova
- 2004 : Bregman, el siguiente
- 2004 : Whisky de Juan Pablo Rebella
- 2006 : 8 horas
- 2006 : Le Garde du corps (El Custodio) de Rodrigo Moreno
- 2008 : La Femme sans tête (La mujer sin cabeza) de Lucrecia Martel
- 2010 : La Vie des poissons (La vida de los peces) de Matías Bize
- 2010 : Puzzle (Rompecabezas) de Natalia Smirnoff
- 2015 : Une seconde mère (Que Horas Ela Volta?) d'Anna Muylaert
- 2015 : Operações Especiais (pt) de Tomás Portella
- 2016 : Jesús (es) de Fernando Guzzoni
- 2016 : D'une famille à l'autre (Mãe Só Há Uma) de Anna Muylaert
- 2017 : O Animal Cordial (pt) de Gabriela Amaral Almeida
- 2018 : A Sombra do Pai (pt) de Gabriela Amaral Almeida
- 2019 : La Fièvre (A Febre) de Maya Da-Rin
- 2019 : O Ensaio
- 2020 : El prófugo de Natalia Meta
- 2022 : Utama d'Alejandro Loayza Grisi
- 2022 : O Pastor e o Guerrilheiro

## Récompenses et distinctions
- (en) Bárbara Álvarez: Awards, sur l'Internet Movie Database